# Dirk Hansen
Dirk Hansen (* 21. Juni 1942 in Lüneburg) ist ein deutscher Politiker (FDP). Von 1990 bis 1994 war er Mitglied des Bundestages, von 1996 bis 2000 Vizepräsident der Bundeszentrale für politische Bildung.

## Studium und Beruf
Nach dem Abitur am Lüneburger Johanneum im Jahr 1963 studierte Hansen Geschichtswissenschaften und Romanistik in Hamburg, Marburg und Dijon. Es folgten eine Assistentenstelle am regionalen pädagogischen Zentrum in Toulouse und ein Lehrauftrag am dortigen Goethe-Institut. Nach dem 2. Lehramtsexamen in Hamburg war er ab 1972 Lehrer für Französisch, Geschichte und Gemeinschaftskunde im Hamburgischen Schuldienst.

## Politik

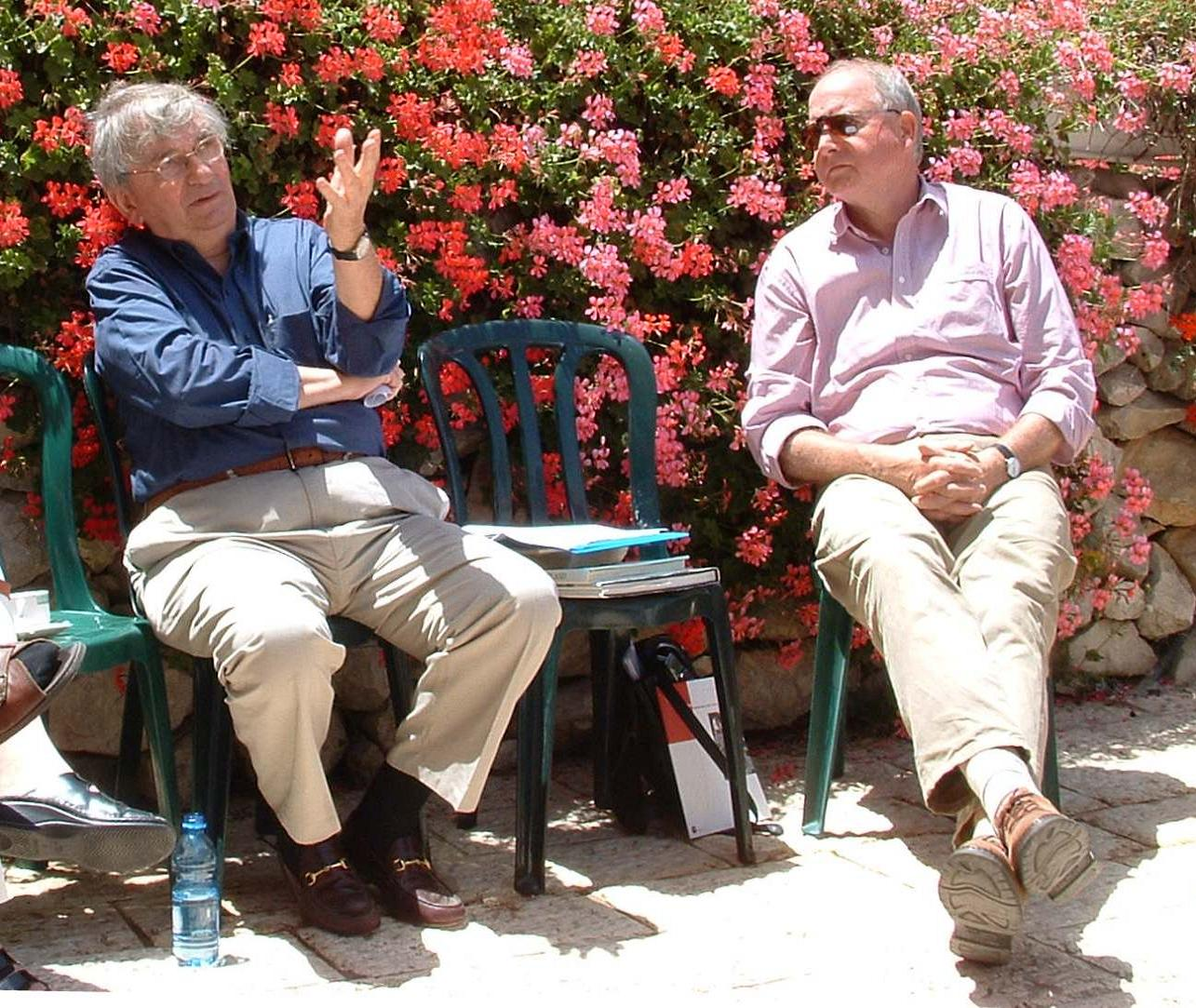
Dirk Hansen (rechts) und Ari Rath bei einer Diskussionsrunde der Bundeszentrale für politische Bildung im Hotel Mount Zion, Jerusalem, Mai 2004

1972 trat Hansen in die FDP ein, 1976 wurde er für sie in den Lüneburger Stadtrat gewählt, dem er bis 1996 angehörte. Als Vorsitzender des Kulturausschusses war er an der Erweiterung der Lüneburger Museumslandschaft maßgeblich beteiligt. Insbesondere der Erhalt des Industriedenkmals Lüneburger Saline als Deutsches Salzmuseum war ihm zu verdanken.
Über die niedersächsische Landesliste seiner Partei zog er 1990 in den 12. Deutschen Bundestag ein und war dort in der Enquete-Kommission „Aufarbeitung von Geschichte und Folgen der SED-Diktatur“ aktiv. Dem Stiftungsrat der Bundesstiftung zur Aufarbeitung der SED-Diktatur gehörte er von deren Gründung 1998 bis 2003 an.
Er gehörte von März 1995 bis Oktober 2000 dem Kuratorium der "Stiftung Bundespräsident-Theodor-Heuss-Haus" in Stuttgart an.
Von 1996 bis 2000 war er Vizepräsident der Bundeszentrale für politische Bildung, dann ließ er sich zur Ost-Akademie in seiner Heimatstadt Lüneburg versetzen und leitete bis Ende 2004 dort eine Außenstelle der BpB. Von 2005 bis 2006 war Präsident der Ost-Akademie. Schwerpunkte seiner Bildungsarbeit waren die Beziehungen Deutschlands zu Polen und zum Baltikum sowie das deutsch-israelische Verhältnis.
Neben seiner Mitgliedschaft in verschiedenen Kulturvereinen ist Hansen Vorstandsmitglied der Deutsch-Israelischen Gesellschaft in Hamburg. Seit November 2009 ist er Vorstandsmitglied der Otto-von-Bismarck-Stiftung.

## Auszeichnungen
- 2008 Bundesverdienstkreuz am Bande

## Schriften, Aufsätze
- Die Hauptstadt-Debatte – 20. Juni 1991 Bouvier; Bonn und Berlin 1991, S. 352–354.
- Schwarz-Weiß-Rot und Schwarz-Rot-Gold. Der Lüneburger Flaggenstreit 1924. In: Lüneburger Blätter, hrsg. v. Museumsverein für das Fürstentum Lüneburg, H. 29 / 1993, S. 77–96.
- Befreiung durch Erinnerung. Zur Arbeit der Enquete-Kommission "Aufarbeitung von Geschichte und Folgen der SED-Diktatur in Deutschland" des Deutschen Bundestages. In: Deutsche Studien; Ost-Akademie Lüneburg (Hrsg.), H. 125 / 1995, S. 71–81.
- Gemeinsame Aufarbeitung zweier Vergangenheiten in einem Land? In: Deutsche Studien; Ost-Akademie Lüneburg (Hrsg.), H. 141 / 1999, S. 39–46.
- Deutsche Einigung In: Evangelisches Soziallexikon Martin Honecker, Horst Dahlhaus u. a. (Hrsg.) Stuttgart 2001
- Politische Bildung und DDR-Geschichte. In: Bilanz und Perspektiven der DDR-Forschung. Hrsg. v. R.Eppelmann, B.Faulenbach, U.Mählert. (Schöningh) Paderborn 2003, S. 407–412.
- Otto Lauenstein – liberaler Abgeordneter und Oberbürgermeister in Lüneburgs Gründerzeit. In: Lüneburger Blätter, hrsg. v. Museumsverein für das Fürstentum Lüneburg, H. 31 / 2004, S. 73–94
- Deutsche Einigung und politische Bildung. In: Europa und Deutschland. Hrsg. v. Helmut Wagner. (LIT) Münster 2005, S. 297–304.
- Gedenkstätten in Deutschland – Auf den Spuren der Zukunft. In: In Grenzen leben – Grenzen überwinden. Hrsg. v. Ch.-E.Schott. (LIT) Berlin-Münster 2008, S. 255–267.
- Geschichte – weiterhin nur einseitig betrachtet? In: liberal, H. 4 / Nov. 2009, S. 71f.
- Politische Renaissance – 1945: Liberale in Lüneburg. In: Lüneburger Blätter, hrsg. v. Museumsverein für das Fürstentum Lüneburg, H. 32 / 2010, S. 215–233.